# Гирскис, Римас
Римас Гирскис (лит. Rimas Girskis, 1 сентября 1949 — 30 декабря 2010) — литовский баскетболист и тренер. Мастер спорта СССР. Заслуженный тренер Литвы.

## Карьера
В 1963—1983 гг. выступал играл за вильнюсскую команду «Статиба»; 6 раз становился чемпионом Литовской ССР, 4 раза — победителем Кубка Литовской ССР.
- 1970—1982 гг. был членом литовской сборной;
- 1976 г. — член сборной СССР;
- 1979 г. в команда «Статиба» стала бронзовым призёром чемпионата СССР;
- 1986—1987 г. — тренер национальной мужской сборной Сирии;
- 1988—1990 гг. — тренер команды «Статиба»;
- Затем работал тренером в Словакии;
- 1996—2001 гг. — ассистент тренера сборной Литвы (бронза Сиднейских олимпийских игр);
- 1997—1999 гг. — главный тренер клайпедской команды «Нептунас»;
- 1999 г — стал чемпионом мира по баскетболу в группе 50-55 лет в Уругвае;
- 2000—2001 гг. — главный тренер команды Jun An (Китай);
- 2001—2002 гг. — главный тренер «Локомотива-Ростов» (Россия);
- 2003 г. — главный тренер «Автодора»;
- 2004—2007 гг. — главный тренер «Азовмаша»;
- 2007—2008 гг. — спортивный директор «Азовмаша»;
- 2008—2009 гг. — главный тренер «Азовмаша»;
- 2010 г. — главный тренер команды «Нявежис».

В 2003 г. входил в тренерский штаб сборной Литвы — победителя чемпионата Европы в Швеции.